# Kovačevci (Derventa, BiH)
Kovačevci je naselje u sastavu Grada Dervente, Republika Srpska, BiH. 

## Stanovništvo
Nacionalni sastav stanovništva 1991. godine, bio je sljedeći:
ukupno: 259
- Hrvati - 247
- Srbi - 2
- Jugoslaveni - 4
- ostali, neopredijeljeni i nepoznato - 6